# Arthur Kampf
Pour les articles homonymes, voir Kampf.
Arthur Kampf (à partir de 1912 : Arthur von Kampf), né le 28 septembre 1864 à Aix-la-Chapelle et mort le 8 février 1950 à Castrop-Rauxel, est un peintre allemand nazi qui fut président de l'académie des arts de Berlin.

## Biographie
Arthur Kampf naît dans la famille du photographe de la Cour, August Kampf (de) (1836-1914). Il étudie de 1879 à 1891 à l'académie des beaux-arts de Düsseldorf, notamment dans la classe de Peter Janssen. Il devient ensuite enseignant, puis professeur de cette académie, après 1894, où il dirige les classes d'antique et de nature avec Janssen. Son tableau de 1888 Les Funérailles de Guillaume Ier rencontre un certain succès. Il effectue plusieurs voyages en Belgique, aux Pays-Bas, en France et en Italie, ainsi qu'en Espagne pour s'inspirer des grands maîtres et surtout de Vélasquez.
Il s'installe à Berlin en 1898 et devient membre de l'académie des arts de Berlin en 1901. Il la préside de 1907 à 1912. Le roi de Wurtemberg l'anoblit en 1912. Entretemps il est l'auteur des fresques des salles dites de Magdebourg, au Kulturhistorisches Museum. Elles retracent la vie d'Othon le Grand et constituent son chef-d'œuvre. Il est nommé membre de l'académie prussienne des arts. Kampf se plaît à de gigantesques compositions qui héroïsent le passé du peuple allemand, notamment pendant l'éveil de la nation allemande, face aux armées napoléoniennes, comme Professor Steffens redet 1813 zu Gunsten der Volkserhebung in Breslau (1891), ou encore Einsegnung von Freiwilligen (1891). Il est aussi l'auteur de portraits et de scènes de genre. Ses œuvres sont reproduites au tournant du siècle par cartes postales.
De 1915 à 1924, Kampf est directeur de l'école supérieure des beaux-arts de Berlin. Il illustre les classiques (Goethe, Shakespeare) et ses œuvres sont reproduites dans les livres de classe. Peintre académique, son étoile pâlit après la fin de l'ère wilhelminienne et surtout dans les années 1930 auprès de la clientèle privée, mais il demeure apprécié des cercles officiels : il reçoit le Bouclier de l'aigle, le 28 septembre 1939. Il s'inscrit au Parti national-socialiste des travailleurs allemands (NSDAP) pour tenter de s'assurer des commandes, et fait partie de la liste des Gottbegnadeten, mais il est finalement oublié pendant et après la Seconde Guerre mondiale. La presque totalité de son œuvre murale est anéantie par les destructions de la guerre. Il meurt oublié chez son fils à Castrop-Rauxel.

## Famille
Son frère Eugen Kampf (1861-1933) est un peintre post-impressionniste, surtout paysagiste. Il est professeur à l'académie des beaux-arts de Düsseldorf. Leur sœur est mariée au peintre Alexander Frenz (de) (1861-1941). Son fils, Herbert Kampf (de), est également peintre.